# Caridina nanaoensis
Caridina nanaoensis е вид десетоного от семейство Atyidae.

## Разпространение
Видът е разпространен в Китай (Гуандун).